# Romain Inez
Romain Inez (Caen, 30 april 1988) is en Franse voetballer die onder contract staat bij het Belgische RFC Seraing.

## Clubcarrière
Inez begon zijn carrière bij SM Caen, de voetbalclub uit zijn geboortestad. Caen verhuurde Inez in het seizoen 2008/09 aan AS Cherbourg. Het seizoen daarop maakte hij zijn debuut voor Caen in de wedstrijd tegen SC Bastia op 14 augustus 2009. Hij bleef tot 2011 voor de club spelen voordat hij kortstondig de overstap maakte naar LB Châteauroux. Na een jaar verliet hij die club alweer voor FC Metz. Romain Inez verliet Metz transfervrij na een tweejarig dienstverband en tekende kort daarna een tweejarig contract bij het Bulgaarse Botev Plovdiv. In april 2015 werd daar zijn contract ontbonden en daarna speelde voor een korte periode bij Petrolul Ploiești om vervolgens neer te strijken bij het Belgische RFC Seraing.